# Sokół (organizacja)

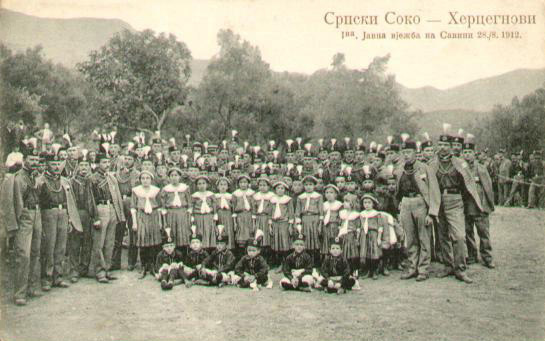
Zlot serbskiego Sokoła w Herceg-Novim w 1912 r.

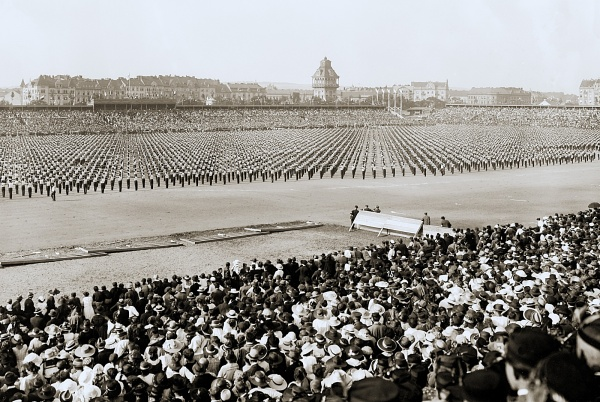
Zlot czeskiego Sokoła w Pradze w 1920 r.

Sokół – nazwa towarzystw sportowych tworzonych w XIX wieku w krajach słowiańskich, których celem było podnoszenie sprawności fizycznej i duchowej oraz rozbudzanie ducha narodowego, ruchowi przyświecała bowiem idea panslawizmu.
Pierwsze gniazdo Sokoła założyli 16 lutego 1862 w Pradze Miroslav Tyrš i Jindřich Fügner. W ciągu kilku następnych lat zaczęły powstawać gniazda Sokoła w Słowenii (1863 r.), Polsce (1867 r.), Chorwacji, Niemczech (na Łużycach i w Berlinie), Serbii, Ukrainie (1894 r., rozwiązany w 1939 r.), Macedonii, Rosji i na Słowacji (1905 r.).

## Sokół czeski
Pierwsza i najstarsza organizacja sokolska na świecie, założona 16 lutego 1862 przez Miroslava Tyrša i Jindřicha Fügnera, rozwiązana po agresji niemieckiej w 1938 r., reaktywowana w 1948 r., rozwiązana po praskiej wiośnie w 1968 r., ponownie reaktywowana w 1990 r. Obecnie liczy 45 gniazd. Na początku działalność Sokola wzorowana była na niemieckich klubach gimnastycznych, bazujących na programie wychowania fizycznego Friedricha Ludwiga Jahna. W 1865 r. czescy emigranci utworzyli oddział Sokoła w USA, który funkcjonuje do dziś, skupiając 44 gniazda, głównie w stanach na północy kraju. Pierwszy prezydent Czechosłowacji Tomáš Garrigue Masaryk był również aktywnym członkiem Sokoła.

## Sokół polski
W drugiej połowie 1866 r., wzorując się na powstałym wcześniej „Sokole” czeskim, utworzono we Lwowie Polskie Towarzystwo Gimnastyczne „Sokół”. Statut towarzystwa zwanego później „Sokołem Macierzą” zatwierdzono 7 lutego 1867. Pomimo trudnych warunków, szczególnie w zaborze rosyjskim, ruch sokoli rozwijał się bardzo dynamicznie i w okresie przed I wojną światową powstało kilkadziesiąt okręgów i kilkaset gniazd zrzeszających kilkadziesiąt tysięcy członków, a w okresie pomiędzy I a II wojną światową w Związku Towarzystw Gimnastycznych „Sokół” działało około 1000 gniazd w okręgach zgrupowanych w sześciu dzielnicach. Również polska emigracja zakładała oddziały Sokoła w USA, Francji i Wielkiej Brytanii. Po 1939 r. Niemcy, a po 1944 r. komuniści zlikwidowali na terytorium Rzeczypospolitej Sokolstwo Polskie. Jednak patrioci Sokoli działali w konspiracji. W latach 1939–1988 Sokolstwo Polskie działało w podziemiu. Na obczyźnie działa Sokół w USA, Francji i innych krajach. Po II wojnie światowej w Wielkiej Brytanii działał Związek Towarzystw Gimnastycznych Sokół w Polsce pod kierunkiem Franciszka Arciszewskiego. Tam też działał Związek Sokołów Polskich w Wielkiej Brytanii. W III Rzeczypospolitej Sokół Polski liczy około 10 tys. członków.
Jednym z głównych celów Polskich Towarzystw Gimnastycznych „Sokół” było popularyzowanie, zwłaszcza u młodzieży celowości uprawiania sportu. Duży nacisk kładziono na rozwój ćwiczeń gimnastycznych. Ważne cele widziano również w uprawianiu turystyki i rekreacji. „Sokolnicy” w swoich szeregach bardzo chętnie widzieli harcerzy. Ruch „Sokolnicki” dużo miejsca poświęcał patriotycznemu wychowaniu młodzieży. Werbując ją w poczet swoich członków, pragnęli wpłynąć na jej ogólnosprawnościowy rozwój. Wychodzono z założenia, że tylko zdrowe społeczeństwo zarówno pod względem moralnym jak i fizycznym jest zdolne służyć ojczyźnie i jej skutecznie bronić. Poczynaniom sokolników przyświecała myśl, iż Polacy mają być najdzielniejszym z narodów, a „Sokolnicy” najdzielniejszymi z Polaków. Myśl ta znalazła w jakimś stopniu praktyczne zastosowanie w czasie II wojny światowej.

## Sokół serbołużycki
W 1920 r. w Budziszynie założono serbołużyckie gniazdo Sokoła. Po dojściu Hitlera do władzy w 1933 r. Sokół został rozwiązany. Po 1949 r. władze NRD nie wyraziły zgody na jego reaktywację. Serbołużycki Sokół ponownie rozpoczął działalność w 1993 r.

## Sokół ukraiński
Ukraińskie towarzystwo sportowe, analogiczne do polskiego Sokoła, założono w Galicji w 1894 r.